# Maurice Rontin
Maurice Rontin, né le 16 octobre 1880 à Mézin (Lot-et-Garonne) et décédé le 19 octobre 1918 à Paris, est un homme politique français.

## Biographie
Avocat, maire de Mézin, conseiller général du canton de Mézin de 1913 à 1919, il est député de Lot-et-Garonne de 1914 à 1918, inscrit au groupe radical-socialiste.

## Sources
- « Maurice Rontin », dans le Dictionnaire des parlementaires français (1889-1940), sous la direction de Jean Jolly, PUF, 1960 [détail de l’édition]